# Рихтер, Теофил Данилович
Теофил Данилович Рихтер (17 (29) апреля 1872, Житомир — 6 октября 1941, Одесса) — русский и советский органист, пианист, музыкальный педагог, композитор немецкого происхождения. Отец пианиста Святослава Рихтера.

## Биография
Родился 17 апреля 1872 года по старому стилю (был младшим сыном) в семье музыкального мастера и настройщика Даниила Данииловича (по другим данным — Генриховича) Рихтера и его жены Маргариты Ивановны, родом из Тюрингии. Его отец был колонист-немец из Березина, имел мастерские в Березине и Житомире, также до революции 1917 года служил органистом лютеранской церкви г. Житомира (здание сохранилось).
Показав выдающиеся музыкальные способности, Теофил отправился учиться в Венскую консерваторию, где обучался в 1893−1900 годах. Затем он возвращается в Житомир и работает до 1916 года в Музыкальном училище.
В Житомире Теофил Рихтер женится на дочери житомирского помещика Анне Павловне Москалёвой, своей ученице. 
Рихтеры и Москалёвы принадлежали различным социальным слоям. Отец Анны — Павел Петрович Москалёв — русский дворянин, помещик, мать — Елизавета фон Рейнике — тоже дворянка (надо полагать, немецкого происхождения). В её жилах текла смешанная кровь: украинская, русская, польская, немецкая, шведская, венгерская, татарская. Она приходилась далекой родственницей знаменитой певице Енни Линд, которая вошла в историю как «шведский соловей». Рихтеры же принадлежали к мещанам, хотя Даниил Даниилович Рихтер за особые заслуги перед обществом и имел звание почётного потомственного гражданина. Были они и различного вероисповедания, и различных национальностей: Рихтеры — лютеране, немцы (хотя и местные, волынские), Москалёвы — православные, коренные. Поэтому родители Анны долго не давали согласие на бракосочетание дочери. Тем более, что её суженый был аж на двадцать лет старше невесты. Но всё же Теофил и Анна поженились, потому что у этих житомирских семей было и много общего. Главное — любовь к музыке, искусству.
20 марта 1915 года родился сын Святослав. С трехлетнего возраста мать, а потом отец обучают его музыке.
В 1916 году семья переезжает в Одессу, где Теофил Рихтер становится органистом в лютеранской кирхе, ему предоставляется квартира в доме служителей кирхи. Параллельно Теофил Рихтер преподавал в консерватории общее фортепиано. По мнению коллег, он занимал из-за своей скромности «место ниже, чем того заслуживал».
В 1925—1926 годах, когда уже подрастает его сын, «общественность» ему вменяет в вину, что он — «работник культа», «Такие люди не имеют права воспитывать советскую молодёжь». Несмотря на протесты пастора кирхи Шеллинга, Рихтер перестаёт работать в кирхе и становится «артистом оркестра» Оперного театра. Именно в это время театр приобрёл небольшой орган, на котором Рихтер исполняет органные партии. Для содержания семьи Рихтер давал также частные уроки.
В августе 1941 года Т. Д. Рихтер был арестован по ст. 54-1а УК УССР (измена родине). Ему вменялись в преступление посещения немецкого консульства, которые происходили в 1932—1936 годах. ( см. также ). Был приговорён к высшей мере наказания — расстрелу с конфискацией имущества. Приговор был приведён в исполнение 6 октября 1941 года, за десять дней до начала немецкой оккупации. Реабилитирован посмертно в феврале 1962 года.
Его вдова Анна Павловна уехала в Румынию, а потом в Германию, навсегда оставив Россию и своего единственного сына. Они встретились только через двадцать лет. В день гибели отца Святослав Рихтер включал запись его любимых произведений и молча слушал.